# Sheriff Tiraspol
Sheriff Tiraspol este un club de fotbal din Tiraspol, Transnistria, Republica Moldova. Clubul a fost fondat pe 4 aprilie 1997. Echipa își desfășoară meciurile pe Arena principală a Complexului Sportiv Sheriff ce are o capacitate de 12.746 locuri.  
În vara anului 1997 are loc debutul clubului de fotbal Tiras care evolua în Divizia „B” a Moldovei. După prima etapă din campionat sponsorul general al echipei devine firma Sheriff iar pe 4 aprilie 1997 echipa își schimbă numele în Sheriff a cărui președinte devine Victor Gușan. Astfel Sheriff Tiraspol este unica echipă care, începându-și evoluția în Divizia B, a reușit nu numai să ajungă în Divizia Națională dar și să câștige în mai multe rânduri titlul de campioană. Acesta a reușit performanța de a se califica în grupele Uefa Champions Legue în anul 2021 reușind să învingă “Regina” competiției Real Madrid cu scorul de 2-1.

## Istorie
Pe 11 iulie 1998, pe stadionul orășenesc din Tiraspol a avut loc debutul echipei FC Sheriff în Divizia Națională. Ziua de 27 mai 1999 e una deosebită în istoria clubului deoarece în această zi Sheriff își joacă prima finală de cupă FC Sheriff - FC Constructorul. Meciul a fost unul impresionant și dramatic, timpul regulamentar încheindu-se cu scorul de 1-1, iar în repriza suplimentară în minutul 109 a fost înscris golul de aur și Sheriff își câștiga primul trofeu. În sezonul următor Sheriff a devenit medaliată cu argint în campionatul Moldovei.
Majoritatea specialiștilor susțineau ideea că Sheriff în acel sezon va fi principalul adversar a multiplei campioane a Moldovei FC Zimbru. Totul așa și a fost cu 4 etape înaintea sfârșitului de campionat își dau întâlnire FC Sheriff și FC Zimbru, meciul se juca la Chișinău și miza acestui meci erau medaliile de aur. Meciul s-a încheiat cu victoria Sheriff-ului cu scorul de 3-1 care i-a permis echipei din Tiraspol să urce pe prima poziție în campionat, după care a obținut încă 4 victorii păstrându-și prima poziție și a obținut aurul campionatului Moldovei.
În finala cupei a jucat cu Nistru Otaci, meciul a avut loc pe bătrânul stadion Republican din Chișinău. Timpul regulamentar s-a încheiat cu 0-0 iar soarta meciului au hotărât-o loviturile de departajare unde mai tari au fost tiraspolenii.
Sheriff Tiraspol a reușit să repete dubla de aur și în alte ediții de campionat. În total Sheriff a avut 6 așa numite duble de aur în care a reușit să câștige atât campionatul cât și cupa Moldovei. Acestea au avut loc în sezoanele: 2000-01, 2001-02, 2005-06, 2007-08, 2008-09, 2009-10.
Sheriff este unica echipă din Moldova care a reușit să câștige Cupa CSI. Prima dată a câștigat trofeul în iarna anului 2003 când i-a bătut în finală pe cei de la Skonto Riga, iar în semifinală a reușit să învingă celebra formație rusească Lokomotiv Moscova. 
În ediția 2008-2009, pe lângă campionat și Cupa Moldovei, Sheriff a mai câștigat a doua oară în istoria sa Cupa CSI (competiție în care își dau întâlnire toate campioanele statelor ex-sovietice), consemnând astfel o „triplă de aur”. Cea de a doua cupă CSI a venit în palmaresul tiraspolenilor 6 ani mai târziu, în 2009, când a învins în finală campioana Kazahstanului FC Aktobe. Acesta a fost un caz fără precedent în Cupa CSI deoarece cu excepția echipelor din Rusia și Ucraina nimeni n-a reușit să câștige acest titlu de 2 ori. În anii 2010 și 2011 Sheriff a renunțat să participe la acest turneu pe motiv că se calificaseră în grupele Europa League și în luna ianuarie când are loc turneul, fotbaliștii Sheriff-ului aveau nevoie de o mică vacanță după un sezon greu de luptă pe 2 fronturi. În locul echipei Sheriff la Cupa CSI au mers vicecampioanele anilor respectivi, în 2010 Dacia Chișinău, iar în 2011 Iskra-Stali Rîbnița.
În sezonul 2014-2015 clubul a fost condus de antrenorul croat Zoran Zekić, cu care a câștigat doar medalia de bronz în campionat și Cupa Moldovei. Acesta a fost cel mai slab sezon al clubului în Divizia Națională din ultimii 15 ani.

## Complexul Sportiv Sheriff

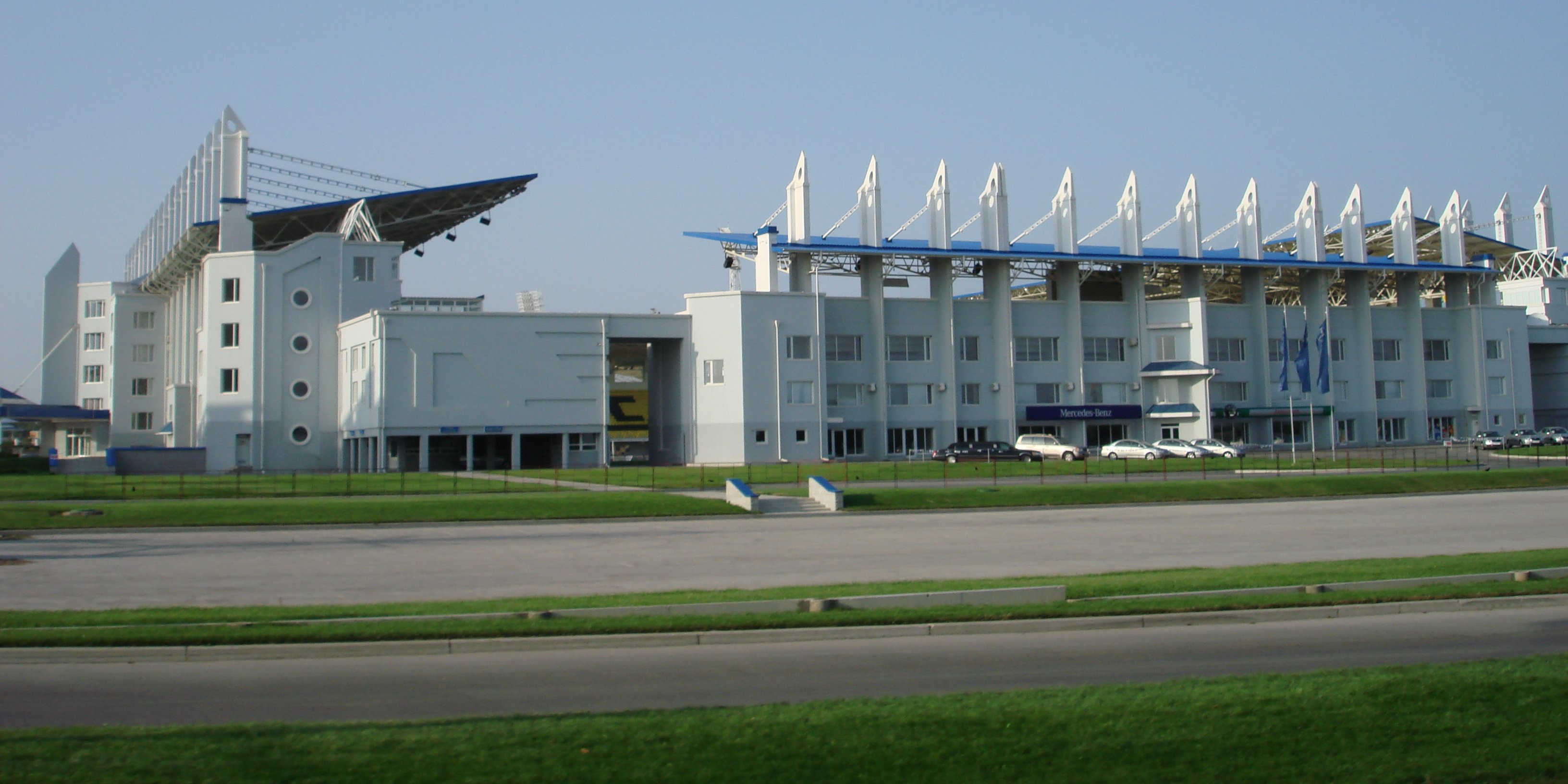
Complexul Sportiv Sheriff din Tiraspol

În luna august a anului 2000 în partea de vest a orașului Tiraspol a început construcția unui întreg Complex Sportiv. Peste doi ani, în iunie 2002 a fost dată în exploatare Arena Mare a Complexului Sportiv Sheriff. Inspectorul UEFA care a vizitat Complexul Sheriff a fost plăcut uimit de capodopera din Tiraspol oferindui punctaj maxim după baremul UEFA. În august 2002 Complexul Sportiv Sheriff a fost vizitat de Joseph Blatter, care de asemenea a apreciat Complexul, cotându-l ca drept unul de rang FIFA.
Teritoriul noului Complex are peste 40 hectare. Arena Mare a Complexului are o capacitate de 13.300 locuri. Arena e dotată cu un echipament modern de televizare a meciurilor conform celor mai înalte standarde. Ea are un ecran video cu o suprafață de 40 metri pătrați. În componența Complexului mai intră și Arena mică cu o capacitate de 8.000 de locuri, 8 terenuri pentru antrenamente, un manej fotbalistic acoperit și un complex locativ.

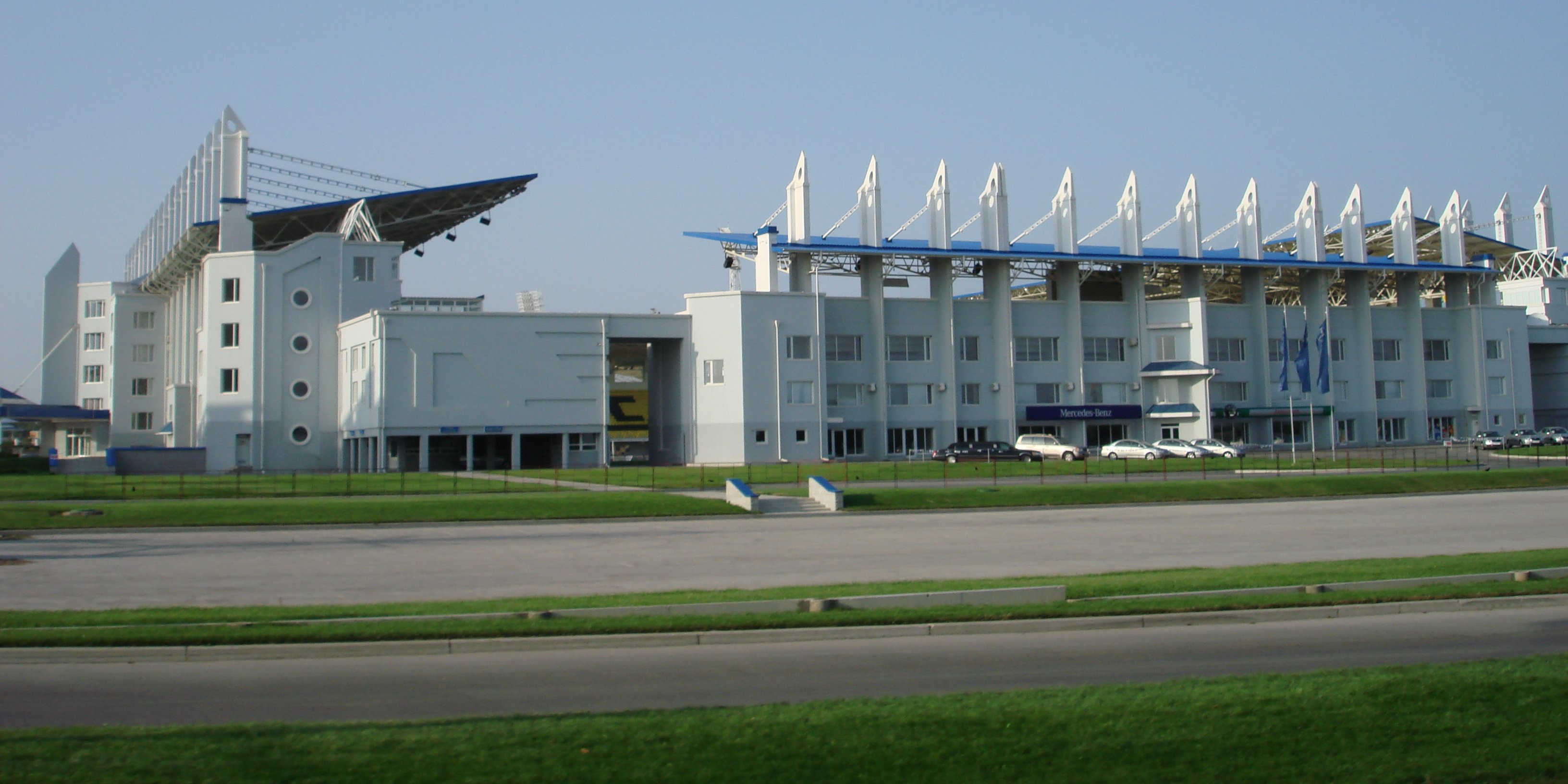
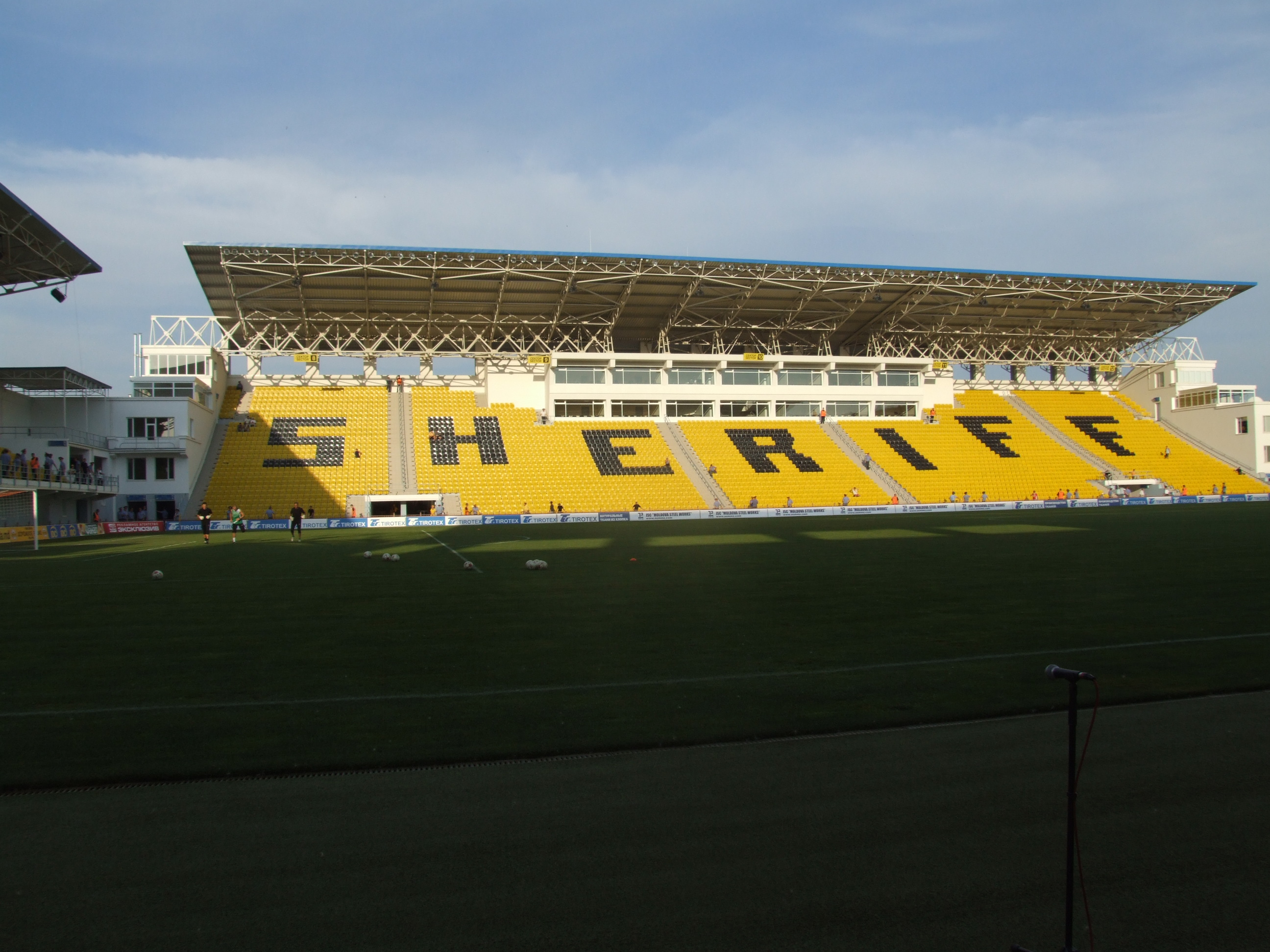
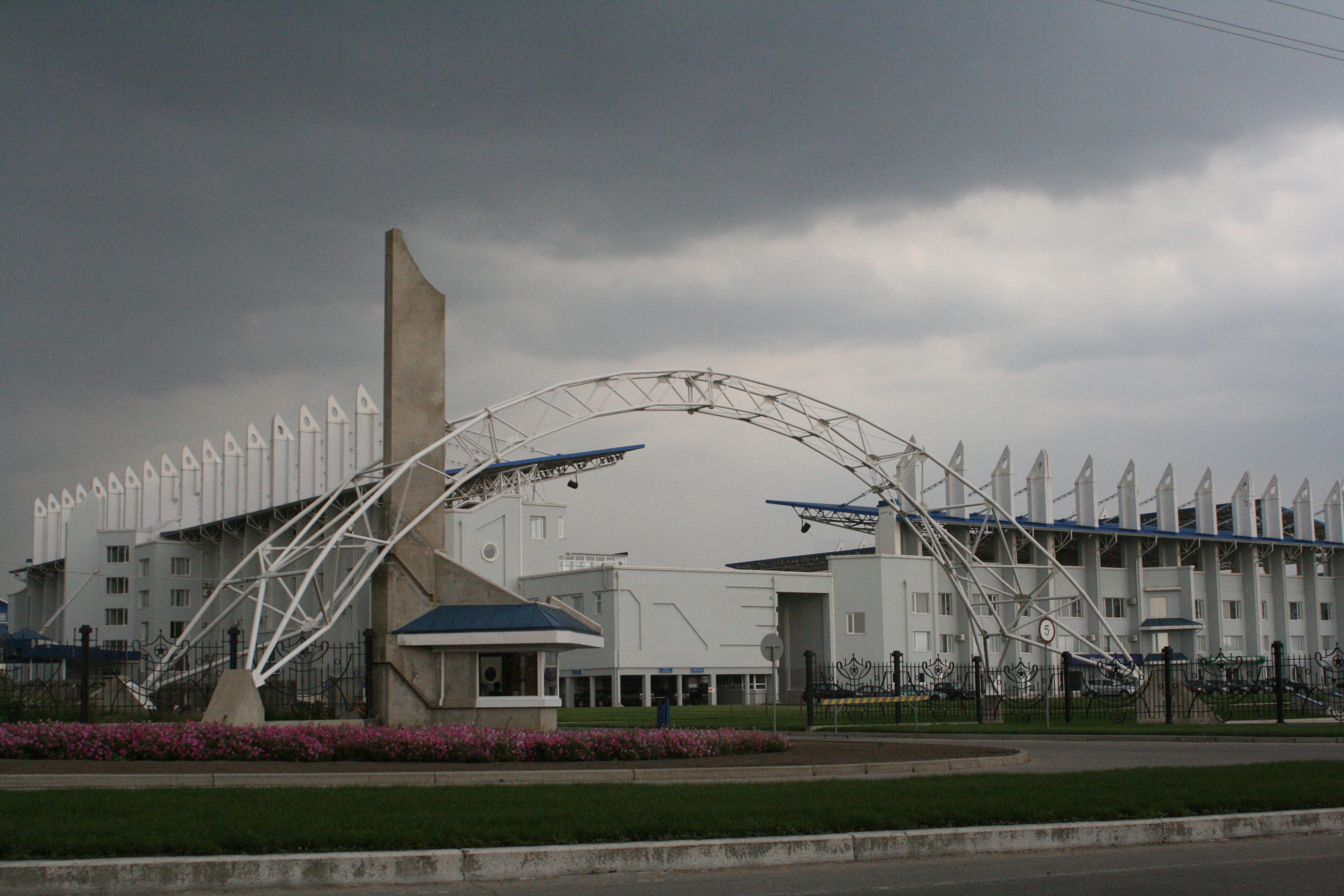
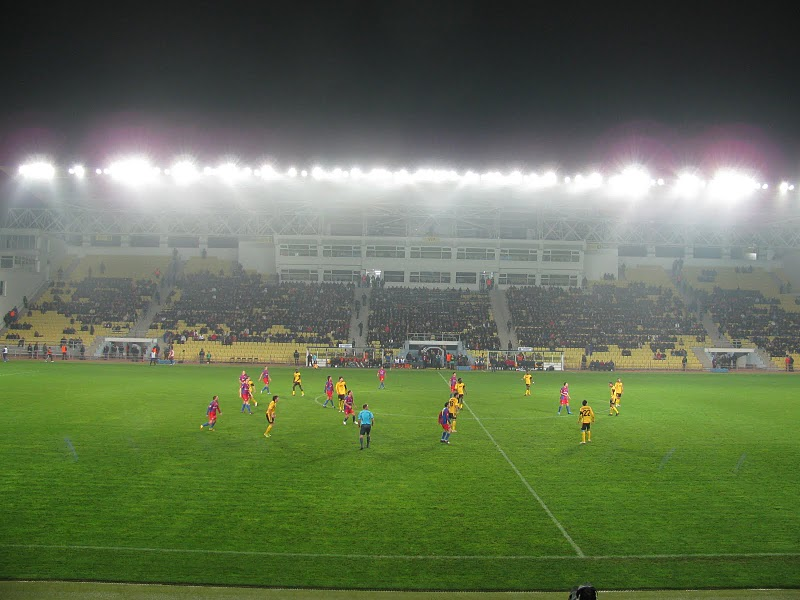

## Lotul actual
La 17 septembrie 2021, conform site-ului oficial.
| Nr. |                       | Poziție | Jucător                                              |
| --- | --------------------- | ------- | ---------------------------------------------------- |
| 1   | Republica Moldova     | P       | Dumitru Celeadnic                                    |
| 2   | Columbia              | F       | Danilo Arboleda                                      |
| 3   | Malawi                | F       | Charles Petro                                        |
| 6   | Bosnia și Herțegovina | F       | Stjepan Radeljić                                     |
| 8   | Republica Moldova     | F       | Alexandr Belousov                                    |
| 9   | Mali                  | A       | Adama Traoré                                         |
| 10  | Columbia              | A       | Frank Castañeda (căpitan)                            |
| 11  | Slovenia              | A       | Lovro Bizjak                                         |
| 13  | Brazilia              | F       | Fernando                                             |
| 15  | Brazilia              | F       | Cristiano                                            |
| 16  | Trinidad și Tobago    | F       | Keston Julien                                        |
| 17  | Uzbekistan            | A       | Jasurbek Yakhshiboev (împrumutat de la Legia Warsaw) |
| 18  | Mali                  | M       | Moussa Kyabou (împrumutat de la USC Kita)            |
| 19  | Republica Moldova     | M       | Serafim Cojocari                                     |
| 20  | Macedonia de Nord     | M       | Boban Nikolov                                        |

| Nr. |                   | Poziție | Jucător                                               |
| --- | ----------------- | ------- | ----------------------------------------------------- |
| 21  | Ghana             | M       | Edmund Addo                                           |
| 22  | Grecia            | M       | Dimitris Kolovos                                      |
| 23  | Coasta de Fildeș  | A       | Nadrey Dago                                           |
| 26  | Serbia            | P       | Dušan Marković                                        |
| 30  | Grecia            | P       | Giorgos Athanasiadis (împrumutat de la AEK Athens)    |
| 31  | Luxemburg         | M       | Sébastien Thill (împrumutat de la Progrès Niederkorn) |
| 33  | Republica Moldova | P       | Serghei Pașcenco                                      |
| 55  | Peru              | F       | Gustavo Dulanto                                       |
| 77  | Brazilia          | M       | Bruno                                                 |
| 98  | Republica Moldova | M       | Maxim Cojocaru                                        |
| 99  | Guineea           | A       | Momo Yansané                                          |
|     | Grecia            | F       | Stefanos Evangelou                                    |
|     | Niger             | M       | Abdoul Moumouni                                       |
|     | Ghana             | A       | Basit Khalid                                          |

#### Rezerve
| Nr. |                   | Poziție | Jucător           |
| --- | ----------------- | ------- | ----------------- |
| 1   | Republica Moldova | P       | Denis Macogonenco |
| 10  | Republica Moldova | A       | Artiom Puntus     |
| 12  | Republica Moldova | P       | Pavel Galac       |
| 15  | Republica Moldova | F       | Artur Apostolov   |
| 21  | Republica Moldova | F       | Igor Bordan       |
| 22  | Republica Moldova | M       | Serghei Caimacov  |

| Nr. |                   | Poziție | Jucător             |
| --- | ----------------- | ------- | ------------------- |
| 33  | Republica Moldova | A       | Andrei Macritchi    |
|     | Republica Moldova | F       | Alexandr Bolshakov  |
|     | Republica Moldova | F       | Nicolai Volcov      |
|     | Republica Moldova | M       | Artiom Razgoniuc    |
|     | Republica Moldova | M       | Dmitri Semirov      |
|     | Republica Moldova | M       | Stanislav Sinkovsci |

## Palmares
| Competiții naționale | Competiții internaționale |
| Divizia Națională / Super Liga Campioni (21): 2000–01, 2001–02, 2002–03, 2003–04, 2004–05, 2005–06, 2006–07, 2007–08, 2008–09, 2009–10, 2011–12, 2012–13, 2013–14, 2015–16, 2016–17, 2017, 2018, 2019, 2020–21, 2021–22, 2022–23 Vicecampioni (4): 1999–00, 2010–11, 2023–24, 2024–25 Locul III (1): 2014–15 Divizia „A” Campioni (1): 1997–98 Divizia „B”, zona „Sud” Campioni (1): 1996–97 Cupa Moldovei Câștigători (13): 1998–99, 2000–01, 2001–02, 2005–06, 2007–08, 2008–09, 2009–10, 2014–15, 2016–17, 2018, 2021–22, 2022–23, 2024–25 Finaliști (3): 2003–04, 2013–14, 2020–21 Supercupa Moldovei Câștigători (7): 2003, 2004, 2005, 2007, 2013, 2015, 2016 Finaliști (4): 2012, 2014, 2019, 2021 | Liga Campionilor - Faza grupelor (1): 2021–22 - Turul play-off (2): 2009–10, 2010–11 - Turul 3 (5): 2012–13, 2013–14, 2014–15, 2017–18, 2022–23 - Turul 2 (12): 2001–02, 2002–03, 2003–04, 2004–05, 2005–06, 2006–07, 2007–08, 2008–09, 2016–17, 2018–19, 2020–21, 2023–24 - Turul 1 (1): 2019–20 Cupa UEFA / Europa League - Faza grupelor (6): 2009–10, 2010–11, 2013–14, 2017–18, 2022–23, 2023–24 - Turul play-off (4): 2012–13, 2014–15, 2018–19, 2021–22 - Turul 3 (2): 2019–20, 2020–21 - Turul 2 (2): 2011–12, 2024–25, 2025–26 - Turul 1 (1): 2015–16 - Faza calificărilor (2): 1999–00, 2000–01 Conference League - 1/16 (1): 2022–23 - Turul 3 (2): 2024–25, 2025–26 |

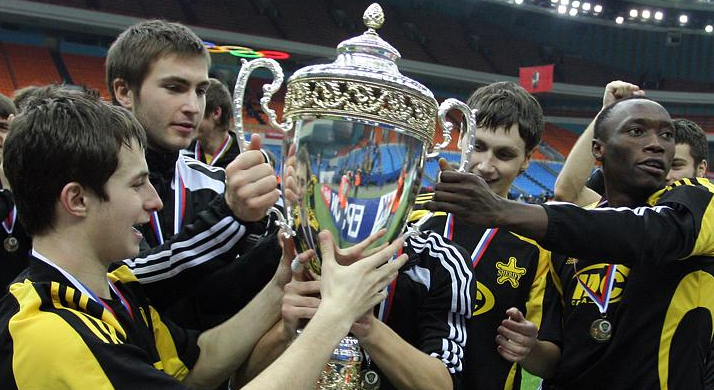
Sheriff Tiraspol - Cîștigătoarea Cupei CSI 2009

## Istoric evoluții
| Sezon   | Campionat         | Campionat | Campionat | Campionat | Campionat | Campionat | Campionat | Campionat | Campionat | Cupa | Supercupa | Europa       | Europa     | Golgheter (campionat)  |
| Sezon   | Divizia           | Poz.      | M         | V         | R         | Î         | GM        | GP        | P         | Cupa | Supercupa | Europa       | Europa     | Golgheter (campionat)  |
| ------- | ----------------- | --------- | --------- | --------- | --------- | --------- | --------- | --------- | --------- | ---- | --------- | ------------ | ---------- | ---------------------- |
| 1996–97 | Divizia „B" (Sud) | 1         | 30        | 22        | 4         | 4         | 93        | 19        | 70        | 1/32 | —         | —            | —          |                        |
| 1997–98 | Divizia „A"       | 1         | 26        | 23        | 1         | 2         | 92        | 12        | 70        | 1/16 | —         | —            | —          |                        |
| 1998-99 | Divizia Națională | 4         | 26        | 9         | 10        | 7         | 39        | 24        | 37        | C    | —         | —            | —          | Serghei Rogaciov – 21  |
| 1999-00 | Divizia Națională | 2         | 36        | 25        | 6         | 5         | 77        | 25        | 81        | 1/4  | —         | UC           | QR         | Serghei Rogaciov – 20  |
| 2000–01 | Divizia Națională | 1         | 28        | 21        | 4         | 3         | 58        | 18        | 67        | C    | —         | UC           | QR         | David Mujiri – 17      |
| 2001–02 | Divizia Națională | 1         | 28        | 20        | 7         | 1         | 62        | 18        | 67        | C    | —         | UCL          | 2Q         | Ruslan Barburoș – 17   |
| 2002–03 | Divizia Națională | 1         | 24        | 19        | 3         | 2         | 64        | 15        | 60        | 1/2  | —         | UCL          | 2Q         | Cristian Tudor – 13    |
| 2003–04 | Divizia Națională | 1         | 28        | 20        | 5         | 3         | 50        | 16        | 65        | R    | C         | UCL          | 2Q         | Andrei Nesteruc – 10   |
| 2004–05 | Divizia Națională | 1         | 28        | 22        | 4         | 2         | 54        | 12        | 70        | 1/4  | C         | UCL          | 2Q         | Răzvan Cociș – 12      |
| 2005–06 | Divizia Națională | 1         | 28        | 22        | 5         | 1         | 57        | 11        | 71        | C    | C         | UCL          | 2Q         | Alexei Kuciuk – 13     |
| 2006–07 | Divizia Națională | 1         | 36        | 28        | 8         | 0         | 70        | 7         | 92        | 1/2  | —         | UCL          | 2Q         | Alexei Kuciuk – 17     |
| 2007–08 | Divizia Națională | 1         | 30        | 26        | 3         | 1         | 68        | 8         | 81        | C    | C         | UCL          | 2Q         | Alexei Kuciuk – 13     |
| 2008–09 | Divizia Națională | 1         | 30        | 25        | 3         | 2         | 61        | 15        | 78        | C    | —         | UCL          | 2Q         | Alexandr Erohin – 11   |
| 2009–10 | Divizia Națională | 1         | 33        | 27        | 3         | 3         | 75        | 8         | 84        | C    | —         | UCL UEL      | PO GS      | Jymmy – 13             |
| 2010–11 | Divizia Națională | 2         | 39        | 24        | 11        | 4         | 81        | 16        | 83        | 1/2  | —         | UCL UEL      | PO GS      | Amath Diedhiou – 13    |
| 2011–12 | Divizia Națională | 1         | 33        | 25        | 6         | 2         | 75        | 18        | 81        | 1/2  | —         | UEL          | 2Q         | Wilfried Balima – 18   |
| 2012–13 | Divizia Națională | 1         | 33        | 25        | 5         | 3         | 66        | 16        | 80        | 1/2  | R         | UCL UEL      | 3Q PO      | Alexandru Pașcenco – 9 |
| 2013–14 | Divizia Națională | 1         | 33        | 28        | 3         | 2         | 98        | 16        | 87        | R    | C         | UCL UEL      | 3Q GS      | Henrique Luvannor – 26 |
| 2014–15 | Divizia Națională | 3         | 24        | 17        | 4         | 3         | 56        | 16        | 55        | C    | R         | UCL UEL      | 3Q PO      | Ricardinho – 19        |
| 2015–16 | Divizia Națională | 1         | 27        | 20        | 5         | 2         | 50        | 11        | 65        | 1/2  | C         | UEL          | 1Q         | Danijel Subotić – 12   |
| 2016–17 | Divizia Națională | 1         | 30        | 22        | 3         | 5         | 71        | 15        | 69        | C    | C         | UCL          | 2Q         | Ricardinho – 15        |
| 2017    | Divizia Națională | 1         | 18        | 14        | 3         | 1         | 50        | 14        | 45        | 1/4  | —         | UCL UEL      | 3Q GS      | Vitalie Damașcan – 13  |
| 2018    | Divizia Națională | 1         | 28        | 19        | 6         | 3         | 58        | 14        | 63        | C    | —         | UCL UEL      | 2Q PO      | Alhaji Kamara – 9      |
| 2019    | Divizia Națională | 1         | 28        | 22        | 4         | 2         | 60        | 9         | 70        | 1/2  | R         | UCL UEL      | 1Q 3Q      | Iuri Kendîș – 13       |
| 2020–21 | Divizia Națională | 1         | 36        | 32        | 3         | 1         | 116       | 7         | 99        | R    | —         | UCL UEL      | 2Q 3Q      | Frank Castañeda – 28   |
| 2021–22 | Divizia Națională | 1         | 28        | 22        | 4         | 2         | 75        | 8         | 70        | C    | R         | UCL UEL      | GS KPO     | Momo Yansané – 11      |
| 2022–23 | Super Liga        | 1         | 24        | 17        | 6         | 1         | 39        | 9         | 57        | C    | —         | UCL UEL UECL | 3Q GS 1/16 | Rasheed Akanbi – 8     |
| 2023–24 | Super Liga        | 2         | 24        | 16        | 4         | 4         | 51        | 16        | 52        | 1/2  | —         | UCL UEL      | 2Q GS      | Amine Talal – 8        |
| 2024–25 | Super Liga        | 2         | 24        | 16        | 8         | 0         | 50        | 12        | 56        | C    | —         | UEL UECL     | 2Q 3Q      | Rasheed Akanbi – 7     |

## Rezultate în competițiile europene
La 14 august 2025.
| Competiție                     | Meciuri | Victorii | Remize | Înfrângeri | GF  | GA  | GD  | % Victorii |
| ------------------------------ | ------- | -------- | ------ | ---------- | --- | --- | --- | ---------- |
| Liga Campionilor UEFA          | 94      | 35       | 19     | 40         | 99  | 98  | +1  | 37,23      |
| Cupa UEFA / UEFA Europa League | 76      | 16       | 27     | 33         | 69  | 87  | −18 | 21,05      |
| UEFA Conference League         | 8       | 1        | 1      | 6          | 5   | 13  | −8  | 12,5       |
| Total                          | 178     | 52       | 47     | 79         | 173 | 198 | −25 | 29,21      |

Legenda: GF = Goluri marcate. GA = Goluri primite. GD = Golaveraj/goluri diferența.
| Ediție  | Competiție                    | Runda   | Adversar             | Tur         | Retur    | General     |
| ------- | ----------------------------- | ------- | -------------------- | ----------- | -------- | ----------- |
| 1999–00 | Cupa UEFA                     | QR      | Sigma Olomouc        | 1–1         | 0–0      | 1–1 (a)     |
| 2000–01 | Cupa UEFA                     | QR      | Olimpija Ljubljana   | 0–0         | 0–3      | 0–3         |
| 2001–02 | Liga Campionilor UEFA         | 1Q      | Araks Ararat         | 1–0         | 2–0      | 3–0         |
| 2001–02 | Liga Campionilor UEFA         | 2Q      | Anderlecht           | 1–2         | 0–4      | 1–6         |
| 2002–03 | Liga Campionilor UEFA         | 1Q      | Astana               | 2–1         | 2–3      | 4–4 (a)     |
| 2002–03 | Liga Campionilor UEFA         | 2Q      | Grazer AK            | 0–2         | 1–4      | 1–6         |
| 2003–04 | Liga Campionilor UEFA         | 1Q      | Flora Tallinn        | 1–0         | 1–1      | 2–1         |
| 2003–04 | Liga Campionilor UEFA         | 2Q      | Șahtior Donețk       | 0–0         | 0–2      | 0–2         |
| 2004–05 | Liga Campionilor UEFA         | 1Q      | Jeunesse Esch        | 2–0         | 0–1      | 2–1         |
| 2004–05 | Liga Campionilor UEFA         | 2Q      | Rosenborg            | 0–2         | 1–2      | 1–4         |
| 2005–06 | Liga Campionilor UEFA         | 1Q      | Sliema Wanderers     | 2–0         | 4–1      | 6–1         |
| 2005–06 | Liga Campionilor UEFA         | 2Q      | Partizan             | 0–1         | 0–1      | 0–2         |
| 2006–07 | Liga Campionilor UEFA         | 1Q      | Pyunik               | 2–0         | 0–0      | 2–0         |
| 2006–07 | Liga Campionilor UEFA         | 2Q      | Spartak Moscova      | 1–1         | 0–0      | 1–1 (a)     |
| 2007–08 | Liga Campionilor UEFA         | 1Q      | Rànger's             | 2–0         | 3–0      | 5–0         |
| 2007–08 | Liga Campionilor UEFA         | 2Q      | Beșiktaș             | 0–1         | 0–3      | 0–4         |
| 2008–09 | Liga Campionilor UEFA         | 1Q      | Aktobe               | 4–0         | 0–1      | 4–1         |
| 2008–09 | Liga Campionilor UEFA         | 2Q      | Sparta Praga         | 0–1         | 0–2      | 0–3         |
| 2009–10 | Liga Campionilor UEFA         | 2Q      | Inter Turku          | 1–0         | 1–0      | 2–0         |
| 2009–10 | Liga Campionilor UEFA         | 3Q      | Slavia Praga         | 0–0         | 1–1      | 1–1 (a)     |
| 2009–10 | Liga Campionilor UEFA         | PO      | Olympiacos           | 0–2         | 0–1      | 0–3         |
| 2009–10 | UEFA Europa League            | Grupa H | Steaua București     | 1–1         | 0–0      | locul 3     |
| 2009–10 | UEFA Europa League            | Grupa H | Fenerbahçe           | 0–1         | 0–1      | locul 3     |
| 2009–10 | UEFA Europa League            | Grupa H | Twente               | 2–0         | 1–2      | locul 3     |
| 2010–11 | Liga Campionilor UEFA         | 2Q      | Dinamo Tirana        | 3–1         | 0–1      | 3–2         |
| 2010–11 | Liga Campionilor UEFA         | 3Q      | Dinamo Zagreb        | 1–1         | 1–1      | 2–2 (6–5 p) |
| 2010–11 | Liga Campionilor UEFA         | PO      | Basel                | 0–1         | 0–3      | 0–4         |
| 2010–11 | UEFA Europa League            | Grupa E | AZ Alkmaar           | 1–1         | 1–2      | locul 4     |
| 2010–11 | UEFA Europa League            | Grupa E | Dinamo Kiev          | 2–0         | 0–0      | locul 4     |
| 2010–11 | UEFA Europa League            | Grupa E | BATE Borisov         | 0–1         | 1–3      | locul 4     |
| 2011–12 | UEFA Europa League            | 2Q      | Željezničar Sarajevo | 0–0         | 0–1      | 0–1         |
| 2012–13 | Liga Campionilor UEFA         | 2Q      | Uliss Erevan         | 1–0         | 1–0      | 2–0         |
| 2012–13 | Liga Campionilor UEFA         | 3Q      | Dinamo Zagreb        | 0–1         | 0–4      | 0–5         |
| 2012–13 | UEFA Europa League            | PO      | Marseille            | 1–2         | 0–0      | 1–2         |
| 2013–14 | Liga Campionilor UEFA         | 2Q      | Sutjeska Nikšić      | 1–1         | 5–0      | 6–1         |
| 2013–14 | Liga Campionilor UEFA         | 3Q      | Dinamo Zagreb        | 0–3         | 0–1      | 0–4         |
| 2013–14 | UEFA Europa League            | PO      | Vojvodina            | 2–1         | 1–1      | 3–2         |
| 2013–14 | UEFA Europa League            | Grupa K | Tottenham Hotspur    | 0–2         | 1–2      | locul 3     |
| 2013–14 | UEFA Europa League            | Grupa K | Anji Mahacikala      | 0–0         | 1–1      | locul 3     |
| 2013–14 | UEFA Europa League            | Grupa K | Tromsø               | 2–0         | 1–1      | locul 3     |
| 2014–15 | Liga Campionilor UEFA         | 2Q      | Sutjeska Nikšić      | 2–0         | 3–0      | 5–0         |
| 2014–15 | Liga Campionilor UEFA         | 3Q      | Slovan Bratislava    | 0–0         | 1–2      | 1–2         |
| 2014–15 | UEFA Europa League            | PO      | Rijeka               | 0–3         | 0–1      | 0–4         |
| 2015–16 | UEFA Europa League            | 1Q      | Odds                 | 0–3         | 0–0      | 0–3         |
| 2016–17 | Liga Campionilor UEFA         | 2Q      | Hapoel Be'er Sheva   | 0–0         | 2–3      | 2–3         |
| 2017–18 | Liga Campionilor UEFA         | 2Q      | Kukësi               | 1–0         | 1–2      | 2–2 (a)     |
| 2017–18 | Liga Campionilor UEFA         | 3Q      | Qarabağ              | 1–2         | 0–0      | 1–2         |
| 2017–18 | UEFA Europa League            | PO      | Legia Varșovia       | 0–0         | 1–1      | 1–1 (a)     |
| 2017–18 | UEFA Europa League            | Grupa F | Copenhaga            | 0–0         | 0–2      | locul 3     |
| 2017–18 | UEFA Europa League            | Grupa F | Fastav Zlín          | 1–0         | 0–0      | locul 3     |
| 2017–18 | UEFA Europa League            | Grupa F | Lokomotiv Moscova    | 1–1         | 2–1      | locul 3     |
| 2018–19 | Liga Campionilor UEFA         | 1Q      | Torpedo Kutaisi      | 3–0         | 1–2      | 4–2         |
| 2018–19 | Liga Campionilor UEFA         | 2Q      | Shkëndija            | 0–0         | 0–1      | 0–1         |
| 2018–19 | UEFA Europa League            | 3Q      | Valur                | 1–0         | 1–2      | 2–2 (a)     |
| 2018–19 | UEFA Europa League            | PO      | Qarabağ              | 1–0         | 0–3      | 1–3         |
| 2019–20 | Liga Campionilor UEFA         | 1Q      | Saburtalo Tbilisi    | 0–3         | 3–1      | 3−4         |
| 2019–20 | UEFA Europa League            | 2Q      | Partizani            | 1–1         | 1–0      | 2−1         |
| 2019–20 | UEFA Europa League            | 3Q      | AIK                  | 1–2         | 1–1      | 2−3         |
| 2020–21 | Liga Campionilor UEFA         | 1Q      | Fola Esch            | 2–0         | N/A      | N/A         |
| 2020–21 | Liga Campionilor UEFA         | 2Q      | Qarabağ              | N/A         | 1–2      | N/A         |
| 2020–21 | UEFA Europa League            | 3Q      | Dundalk              | 1–1 (3–5 p) | N/A      | N/A         |
| 2021–22 | Liga Campionilor UEFA         | 1Q      | Teuta                | 1–0         | 4–0      | 5–0         |
| 2021–22 | Liga Campionilor UEFA         | 2Q      | Alașkert             | 3–1         | 1–0      | 4–1         |
| 2021–22 | Liga Campionilor UEFA         | 3Q      | Steaua Roșie Belgrad | 1–0         | 1–1      | 2–1         |
| 2021–22 | Liga Campionilor UEFA         | PO      | Dinamo Zagreb        | 3–0         | 0–0      | 3–0         |
| 2021–22 | Liga Campionilor UEFA         | Grupa D | Șahtior Donețk       | 2–0         | 1–1      | locul 3     |
| 2021–22 | Liga Campionilor UEFA         | Grupa D | Real Madrid          | 0–3         | 2–1      | locul 3     |
| 2021–22 | Liga Campionilor UEFA         | Grupa D | Inter Milano         | 1–3         | 1–3      | locul 3     |
| 2021–22 | UEFA Europa League            | KPO     | Braga                | 2–0         | 0–2      | 2–2 (2–3 p) |
| 2022–23 | Liga Campionilor UEFA         | 1Q      | Zrinjski Mostar      | 1–0         | 0–0      | 1−0         |
| 2022–23 | Liga Campionilor UEFA         | 2Q      | Maribor              | 1–0         | 0–0      | 1−0         |
| 2022–23 | Liga Campionilor UEFA         | 3Q      | Viktoria Plzeň       | 1–2         | 1–2      | 2–4         |
| 2022–23 | UEFA Europa League            | PO      | Pyunik               | 0–0         | 0–0      | 0–0 (3–2 p) |
| 2022–23 | UEFA Europa League            | Grupa E | Manchester United    | 0–2         | 0–3      | locul 3     |
| 2022–23 | UEFA Europa League            | Grupa E | Real Sociedad        | 0–2         | 0–3      | locul 3     |
| 2022–23 | UEFA Europa League            | Grupa E | Omonia               | 1–0         | 3–0      | locul 3     |
| 2022–23 | UEFA Europa Conference League | KPO     | Partizan             | 0–1         | 3–1      | 3−2         |
| 2022–23 | UEFA Europa Conference League | 1/16    | Nice                 | 0–1         | 1–3      | 1−4         |
| 2023–24 | Liga Campionilor UEFA         | 1Q      | Farul Constanța      | 3–0 d.p.    | 0–1      | 3–1         |
| 2023–24 | Liga Campionilor UEFA         | 2Q      | Maccabi Haifa        | 1–0         | 1–4 d.p. | 2–4         |
| 2023–24 | UEFA Europa League            | 3Q      | BATE Borisov         | 5–1         | 2–2      | 7–3         |
| 2023–24 | UEFA Europa League            | PO      | KÍ                   | 2–1         | 1–1      | 3–2         |
| 2023–24 | UEFA Europa League            | Grupa G | Roma                 | 1–2         | 0–3      | locul 4     |
| 2023–24 | UEFA Europa League            | Grupa G | Slavia Praga         | 2–3         | 0–6      | locul 4     |
| 2023–24 | UEFA Europa League            | Grupa G | Servette             | 1–1         | 1–2      | locul 4     |
| 2024–25 | UEFA Europa League            | 1Q      | Zira                 | 0–1         | 2–1      | 2–2 (5–4 p) |
| 2024–25 | UEFA Europa League            | 2Q      | Elfsborg             | 0–1         | 0–2      | 0–3         |
| 2024–25 | UEFA Conference League        | 3Q      | Olimpija Ljubljana   | 0–1         | 0–3      | 0–4         |
| 2025–26 | UEFA Europa League            | 1Q      | Priștina             | 4–0         | 1–2      | 5–2         |
| 2025–26 | UEFA Europa League            | 2Q      | Utrecht              | 1–3         | 1–4      | 2–7         |
| 2025–26 | UEFA Conference League        | 3Q      | Anderlecht           | 0–3         | 1–1      | 1–4         |

## Jucători remarcabili
| - Stanislav Namașco - Serghei Alexeev - Serghei Dadu - Alexandru Epureanu - Stanislav Ivanov - Serghei Rogaciov - Alexandr Suvorov - Ion Testemițanu - Henrique Luvannor Stranieri - Alexei Kuciuk - Razak Omotoyossi - Saša Kajkut | - Wallace Fernando Pereira - Leandro Farias - Alberto Thiago - Igor Nóbrega de Lima - Fred Nelson de Oliveira - Joari Pereira dos Santos - Ben Idriss Derme - Ibrahim Gnanou - Soumaila Tassembedo - Davit Mujiri - Samuel Yeboah - Chidi Odiah | - Isaac Okoronkwo - Cristian Tudor - Răzvan Cociș - George Florescu - Abdoul-Gafar Mamah |

## Antrenori
- Serghei Borovski (1998–99)
- Ivan Danilianț (1999–00)
- Vladimir Zemleanoi (2000–01)
- Valerii Vasiliev (2001)
- Mihai Stoichiță (2001–02)
- Gabi Balint (2002–03)
- Igor Nakonecinîi (2003–04)
- Leonid Cuciuc (2004–10)
- Andrei Sosnițchii (2010–11)
- Vitali Rașkevici (2011–2012)
- Milan Milanovici (2012)
- Mihai Stoichiță (2012–2013)
- Vitali Rașkevici (2013)
- Juan Ferrando (2013)
- Veaceslav Rusnac (2013–2014)
- Zoran Zekić (15 august 2014–mai 2015)
- Lilian Popescu (1 iunie 2015–5 octombrie 2015)[3]
- Zoran Vulić (7 octombrie 2015–prezent)